# Уткин, Вадим Иванович
Вадим Иванович Уткин (30 октября 1937, Москва — 18 сентября 2022, Колумбус) — советский и российский учёный в области систем управления, лауреат Ленинской премии (1972).

## Биография
Родился 30 октября 1937 года в Москве. Член КПСС с 1966 г.
Окончил МЭИ (1960) и работал в Институте проблем автоматики и телемеханики: инженер, младший научный сотрудник, с 1967 г. старший научный сотрудник, с 1973 г. заведующий лабораторией.
По совместительству с 1975 г. — профессор Института стали и сплавов, с 1977 г. — Московского политехнического института. В 1978 г. присуждена степень почётного доктора наук Сараевского университета.
С 1994 г. жил в США, полный профессор университета штата Огайо.

## Научная деятельность
Кандидат (1964), доктор (1972) технических наук. Доцент (1971), профессор (1974).

### Научные труды
Диссертации:
- Квазиинвариантные системы автоматического управления с переменной структурой : диссертация … кандидата технических наук : 05.00.00. — Москва, 1964. — 169 с. : ил.
- Скользящие режимы и их применение в задачах управления : диссертация … доктора технических наук : 05.00.00. — Москва, 1971. — 324 с. : ил.

Сочинения:
- Скользящие режимы и их применение в системах с переменной структурой [Текст]. — Москва : Наука, 1974. — 272 с. : черт.; 20 см.
- Скользящие режимы в задачах оптимизации и управления / В. И. Уткин. — М. : Наука, 1981. — 367 с. : ил.; 20 см.
- Теория бесконечномерных систем управления на скользящих режимах / В. И. Уткин, Ю. В. Орлов; Ин-т пробл. управления. — М. : Наука, 1990. — 132,[1] с. : ил.; 22 см.
- Utkin V., Guldner J., Shi J. Sliding Mode Control in Electro-Mechanical Systems, Taylor & Frencis. 1st edition 1999, 2nd edition 2009.

## Награды
Ленинская премия 1972 года — за цикл работ по теории систем с переменной структурой.